# Make a Star EP
Make A Star EP to trzeci album zespołu Dope Stars Inc.

## Lista utworów
1. "Make A Star (Single Edit)" – 4:01
2. "Digital Freedom" – 3:30
3. "Fast & Beautiful" – 3:10
4. "Nuclear Decay" – 3:27
5. "Chase The Light" – 3:53
6. "Make A Star (The Birthday Massacre Remix)" – 4:33
7. "Make A Star (Cover version by L'Âme Immortelle vs. Fr!ek)" – 4:37
8. "Make A Star (Extended Version)" – 4:51
9. "Theta Titanium (Samsas Traum Remix)" – 5:22